# Chabir Pazikow
Chabir Mucharamowicz Pazikow (ros. Хабир Мухарамович Пазиков, ur. 15 października 1895 w osiedlu Kaczkanarskich priiskow w guberni permskiej, zm. 22 kwietnia 1975 w Moskwie) – radziecki polityk.
1917–1918 w Czerwonej Gwardii w Czelabińsku, od 1924 w RKP(b), 1926–1928 instruktor powiatowych komitetów WKP(b) w Tomsku i Kańsku, 1928–1930 studiował w Komunistycznym Uniwersytecie im. Stalina. 1930–1935 członek i kierownik grupy propagandowej KC WKP(b) w Baszkirskiej ASRR, Uzbeckiej ASRR i Kirgiskiej ASRR. 1935–1937 studiował w Instytucie Czerwonej Profesury, 1937–1938 organizator odpowiedzialny KC WKP(b), I sekretarz Zachodniokazachstańskiego Komitetu Obwodowego Komunistycznej Partii Kazachstanu. Od listopada 1938 do listopada 1942 I sekretarz Komitetu Obwodowego KPK w Karagandzie, 1942–1944 II sekretarz Tatarskiego Komitetu Obwodowego WKP(b), 1944–1947 I sekretarz Południowokazachstańskiego Komitetu Obwodowego KPK. Od 16 stycznia 1948 do września 1952 I sekretarz Wschodniokazachstańskiego Komitetu Obwodowego KPK 1952–1953 słuchacz kursów pierwszych sekretarzy komitetów obwodowych i przewodniczących obwodowych komitetów wykonawczych przy KC WKP(b)/KPZR, 1953–1962 kierownik wydziału emerytur personalnych Zarządu Spraw Rady Ministrów Rosyjskiej FSRR.

## Odznaczenia
- Order Lenina
- Order Czerwonego Sztandaru Pracy (dwukrotnie, m.in. 15 lutego 1939)
- Order Wojny Ojczyźnianej II klasy
- Order Czerwonej Gwiazdy